# Warluis
Warluis is een gemeente in het Franse departement Oise (regio Hauts-de-France). De plaats maakt deel uit van het arrondissement Beauvais. Warluis telde op 1 januari 2022 1.220 inwoners.

## Geografie
De oppervlakte van Warluis bedroeg op 1 januari 2022 11,44 vierkante kilometer; de bevolkingsdichtheid was toen 106,6 inwoners per km².

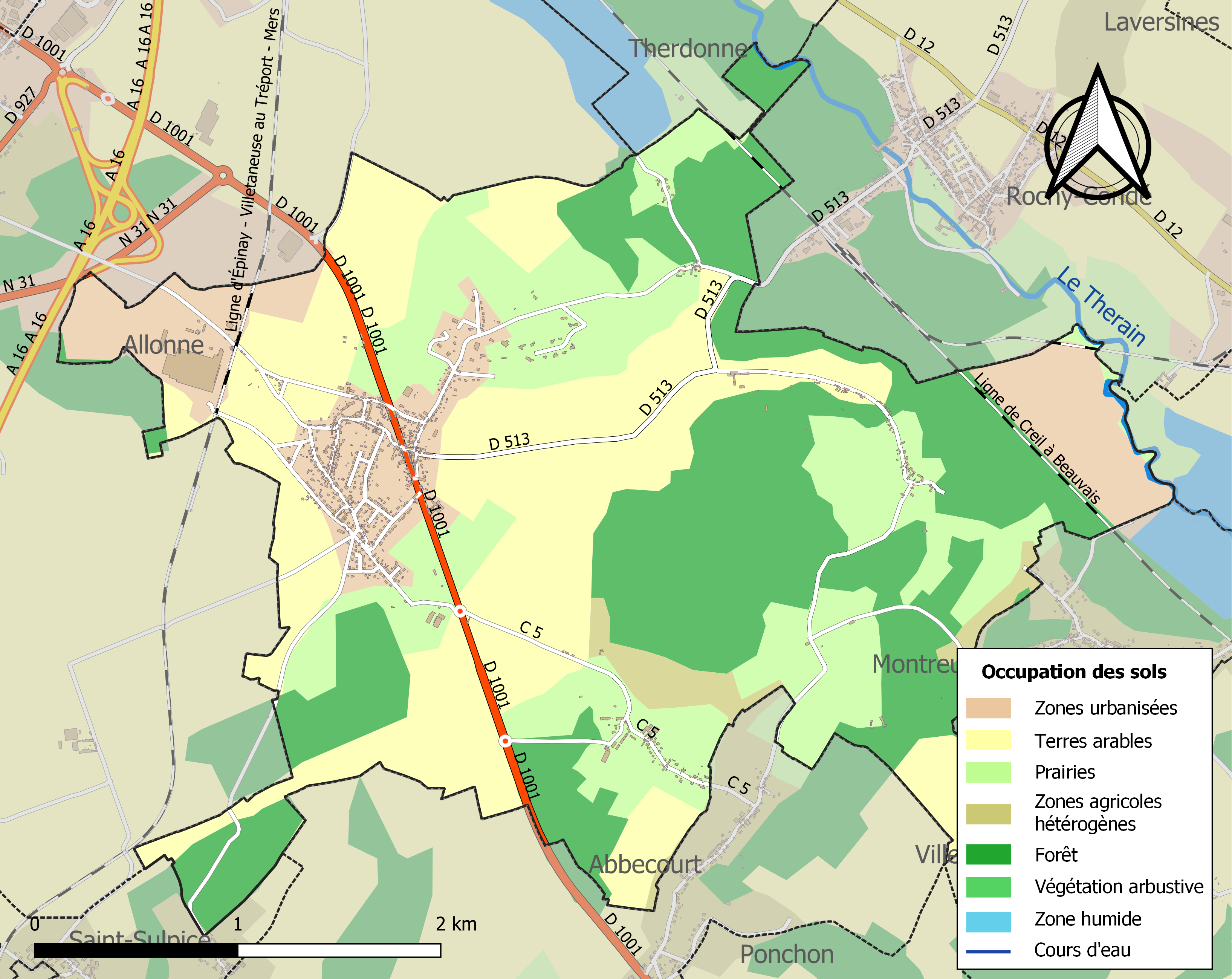
Kaart van de gemeente met belangrijkste infrastructuur, bodemgebruik en omliggende gemeenten

## Demografie
Onderstaande figuur toont het verloop van het inwonertal (bron: INSEE-tellingen).